# Päpstliche Kommission für die Kulturgüter der Kirche
Die Päpstliche Kommission für die Kulturgüter der Kirche (lat.: Pontificia Commissio de Bonis Culturalibus Ecclesiae) wurde 1988 von Papst Johannes Paul II. durch die Apostolische Konstitution Pastor Bonus errichtet. Ursprünglich lautete ihr Name Päpstliche Kommission zur Erhaltung des kirchlichen Patrimoniums in Kunst und Geschichte, erhielt aber 1993 ihren heutigen Namen.
In den Aufgabenbereich der Kommission fällt die Beaufsichtigung und Erhaltung kirchlicher Archive, historischen Büchereien und Museen.
Papst Benedikt XVI. hat mit dem Motu proprio Pulchritudinis fidei („Die Schönheit des Glaubens“) die päpstliche Kommission für Kulturgüter und den Päpstlichen Rat für die Kultur per 3. November 2012 zusammengelegt.

## Präsidenten
- Antonio Innocenti (1988–1991)
- Francesco Marchisano (1993–2003)
- Mauro Piacenza (2003–2007)
- Gianfranco Ravasi (2007–2012)